# 朝来群山県立自然公園
朝来群山県立自然公園（あさごぐんざんけんりつしぜんこうえん）は、兵庫県の中部にある兵庫県立の自然公園。

## 概要
兵庫県の中部の丹波市、朝来市、多可郡多可町に広がる。旧播磨・丹波・但馬三国の国境にある三国岳、粟鹿山などの山岳高原地帯を公園域として、1958年11月21日に指定された。総面積は14,766ヘクタールで、うち特別地域が6,890ヘクタールとなっている。

### 地理
朝来群山県立自然公園は国道312号、国道427号、国道429号に囲まれた地域にあり、西に786メートルの行者岳、東に855メートルの三国岳、北に962メートルの粟鹿山、中央部に811メートルの青倉山がある山岳地帯。山間部には、黒川ダムや多々良木ダム、滝、渓谷、など自然豊かな景観を有している。園内には黒川温泉があり、また周辺には県立・私立の自然学校や自然の家施設が整備されている。黒川自然公園センター付近で標高516メートル。 

### 年表
- 1958年11月21日 - 兵庫県立自然公園に指定される[2][3]。

## 名所

### 山岳
兵庫県山岳連盟が創立50周年を記念して1998年に選定した兵庫県内のふるさと兵庫50山に選定されている。
- 青倉山 - 標高 811メートル
- 粟鹿山 - 標高 962メートル
- 行者岳 - 標高 786メートル
- 三国岳 - 標高 855メートル

### 渓谷・滝
- 黒川渓谷
  - 魚ヶ滝
- 立雲峡

### 湖
- 銀山湖（生野ダム）
- 黒川ダム
- 多々良木ダム

### その他
- 竹田城 - 古城山（虎臥山）山頂
- あさご芸術の森
  - あさご芸術の森美術館
- 黒川自然公園
- 兵庫県立南但馬自然学校（立雲峡の東側山腹）